# Фердинанд Йодль
Фердинанд Альфдред Фрідріх Йодль (нім. Ferdinand Alfred Friedrich Jodl; 23 листопада 1896 — 9 червня 1956) — німецький офіцер, генерал гірсько-піхотних військ вермахту. Кавалер Лицарського хреста Залізного хреста.

## Біографія
Після початку Першої світової війни 15 серпня 1914 року вступив на військову службу в 4-й Баварський полк польової артилерії. З січня 1918 року — командир батареї. Всю війну провів на Західному фронті.
Після війни служив в армії Веймарської республіки. У 1919 році був помічником начальника артилерії фрайкору Гірля. До початку Другої світової війни був начальником оперативного управління штабу 12-го корпусу.
У 1939—1940 роках служив на Західному фронті. Під час захоплення Франції — начальник штабу 12-го корпусу. В жовтні 1940 року отримав посаду начальника штабу 49-го гірськострілецького корпусу, якому було доручено захопити Гібралтар. Через деякий час план захоплення Гібралтару був відкинутий ОКГ. У 1941 році Йодль служив в німецькій військовій місії в Албанії.
З січня 1942 року — начальник штабу армії «Норвегія» (пізніше перейменованої в армію «Лапландія», потім в 20-ту гірську армію), що воювала в Радянському Заполяр'ї.
З квітня 1944 року — командувач 19-м гірськострілецьким корпусом. Під час відходу до Північної Норвегії з Північної Росії і Фінляндії, незважаючи на безперервні атаки радянських військ, Йодль благополучно зміг провести відступ. У листопаді 1944 року 19-й гірський корпус був перейменований в армійську групу «Нарвік».
9 травня 1945 року здався британським військам. Відпущений з полону в липні 1947 року.
Після війни Фердинанду Йодлю не було пред'явлено ніяких звинувачень. Залишок життя він провів у ФРН.

## Звання
- Фенрих (15 серпня 1914)
- Лейтенант (15 листопада 1915)
- Оберлейтенант (31 липня 1925)
- Гауптман (1 лютого 1931)
- Майор (1 січня 1936)
- Оберстлейтенант генштабу (1 січня 1939)
- Оберст генштабу (1 листопада 1940)
- Генерал-майор (1 лютого 1942)
- Генерал-лейтенант (1 вересня 1943)
- Генерал гірсько-піхотних військ (1 вересня 1944)

## Нагороди
- Залізний хрест
  - 2-го класу (20 жовтня 1915)
  - 1-го класу (2 червня 1918)
- Орден «За заслуги» (Баварія) 4-го класу з мечами (16 березня 1916)
- Німецький імперський спортивний знак в бронзі (24 вересня 1924)
- Почесний хрест ветерана війни з мечами (12 січня 1935)
- Медаль «За вислугу років у Вермахті» 4-го, 3-го, 2-го і 1-го класу (25 років)
- Застібка до Залізного хреста
  - 2-го класу (6 вересня 1939)
  - 1-го класу (16 травня 1940)
- Медаль «За Атлантичний вал» (22 листопада 1940)
- Орден Хреста Перемоги 3-го класу (Словаччина) (24 липня 1941)
- Орден Зірки Румунії, командорський хрест (5 листопада 1941)
- Орден Хреста Свободи 1-го класу з дубовим листям і мечами (Фінляндія)
  - орден з мечами (25 березня 1942)
  - дубове листя (20 лютого 1944)
- Орден Корони короля Звоніміра 1-го ступеня із зіркою і мечами (Хорватія) (10 квітня 1942)
- Медаль «За зимову кампанію на Сході 1941/42» (1 серпня 1942)
- Лапландський щит
- Німецький хрест в золоті (11 квітня 1943)
- Лицарський хрест Залізного хреста (13 січня 1945)